# Arboga kommun
Arboga kommun är en kommun i Västmanlands län i landskapen Västmanland och Närke. Centralort är Arboga.
Kommunen är belägen vid Hjälmarens norra strand. Metall- och verkstadsindustrierna dominerar det lokala näringslivet. 
Befolkningsutvecklingen har över tid varit relativt stabil, om än en minskning kunnat skönjas sedan kommunen bildades fram till 2015. Traditionellt har kommunen varit ett starkt fäste för Socialdemokraterna, som 2016 tvingades lämna makten efter 97 år.

## Administrativ historik
Kommunens område motsvarar socknarna: Arboga, Götlunda, Medåker och Säterbo. I dessa socknar bildades vid kommunreformen 1862 landskommuner med motsvarande namn. Arboga stad, bildad på 1200-talet, stadskommun från 1863, låg även den inom kommunens nuvarande område.
Säterbo landskommun inkorporerades 1947 i Arboga stad. 
Vid kommunreformen 1952 bildades storkommunerna Glanshammar (av de tidigare kommunerna Glanshammar, Götlunda, Lillkyrka, Rinkaby och Ödeby) samt Medåker (av Himmeta, Medåker och Västra Skedvi samt Arboga landskommun) medan Arboga stad förblev opåverkad.
Arboga kommun bildades vid kommunreformen 1971 av Arboga stad samt Medåkers församling och Arboga landsförsamling ur den då upplösta Medåkers landskommun. 1974 införlivades en del (Götlunda församling) ur Glanshammars landskommun, vilken då samtidigt överfördes från Örebro län till Västmanlands län.
Kommunen ingick från bildandet till 1 april 2001 i Köpings domsaga och ingår sen dess i Västmanlands domsaga.

## Geografi

### Topografi och hydrografi
En öst-västlig förkastning delar kommunen i två delar med olika landskapsformer. Den södra delen karakteriseras av snedställda bergsribbor, som når upp till 90 meter över havet i norr och 25-30 meter över havet vid Hjälmaren, som också är kommunens primära råvattentäkt.
Området domineras av skog, rika på mossar och kärr, med lövskog och jordbruksbygd längs nedförsbacken mot Hjälmaren. Naturreservatet Södra Hammaren, beläget 12 km söder om Arboga, är ett exempel på högstammig ädellövskog i området.  Arbogaån, följer först förkastningen innan den vid tätorten Arboga gör en markant kurva för att sedan lugnt rinna ut i Galten, en vik av Mälaren.
Övergödning är ett stort problem som drabbat nästan alla kommunens vattendrag och sjöar.
Nedan presenteras andelen av den totala ytan 2020 i kommunen jämfört med riket.
|  | Bebyggelse (6,7 %) |

|  | Skog (61,9 %) |

|  | Öppen myrmark (2,4 %) |

|  | Jordbruksmark (23,4 %) |

|  | Övrig mark (5,5 %) |

|  | Bebyggelse (3,1 %) |

|  | Skog (68,0 %) |

|  | Öppen myrmark (7,2 %) |

|  | Jordbruksmark (7,4 %) |

|  | Övrig mark (14,3 %) |

### Naturskydd
År 2022 fanns 12 naturreservat i Arboga kommun. Däribland Amerika med skog och myrmark samt de två sjöarna Amerikasjön och Lungsjön. I området finns ett flertal arter trollsländor samt större djur som bäver, dovhjort, kronhjort och älg. Södra Hammaren är beläget vid naturreservat Norra Hammaren och är ett reservat som bildades redan 1920. På den gamla slåtterängen växer idag träd som är omkring 200 år gamla. Andra exempel är de två öarna Hengrundet och Notholmen.

### Administrativ indelning

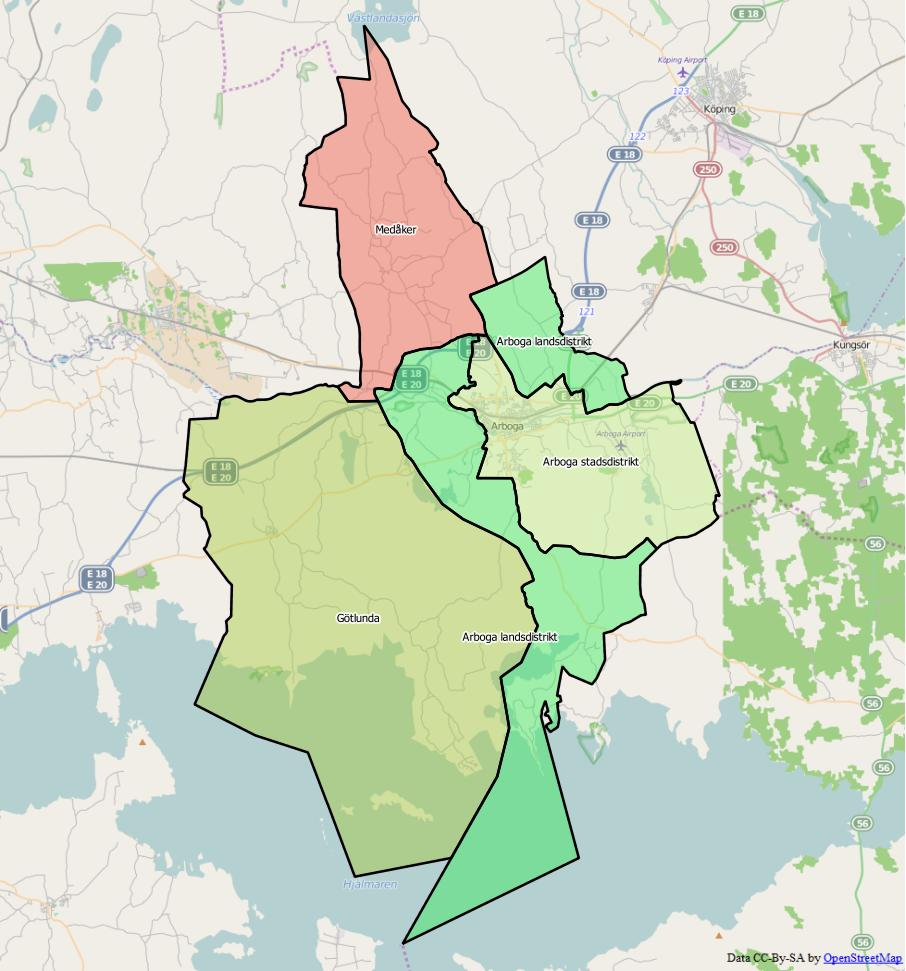
Distrikt inom Arboga kommun

Fram till 2016 var kommunen för befolkningsrapportering indelad i ett enda område, Arbogabygdens församling.
Från 2016 indelas kommunen istället i fyra distrikt – Arboga stadsdistrikt, Arboga landsdistrikt, Götlunda och Medåker.

### Tätorter
Vid Statistiska centralbyråns tätortsavgränsning den 31 december 2015 fanns det tre tätorter i Arboga kommun.
| Nr | Tätort   | Folkmängd |
| -- | -------- | --------- |
| 1  | Arboga   | 10 841    |
| 2  | Götlunda | 265       |
| 3  | Medåker  | 212       |

Centralorten är i fet stil.

## Styre och politik

### Styre
Arboga är en traditionellt ett socialdemokratiskt fäste. Tidigare kommunalrådet Per-Olov Nilsson (S) innehade posten i 25 år.
Våren 2016 blev det maktskifte i Arboga efter striderna som uppstod i Socialdemokraterna. Då avbröts samarbetet med de dåvarande koalitionspartierna Centerpartiet, Vänsterpartiet och Omsorgspartiet som gick över till den nya majoriteten tillsammans med Moderaterna, Liberalerna, Kristdemokraterna och Miljöpartiet. Det var första gången på 97 år som Socialdemokraterna lämnat makten. Efter valet 2018 blev den så kallade P7-koalitionen kvar vid makten. Under mandatperioden 2022–2026 styr Moderaterna, Sverigedemokraterna, Liberalerna och Kristdemokraterna i minoritet.

### Kommunfullmäktige

#### Presidium
| Presidium 2022–2026    | Presidium 2022–2026 | Presidium 2022–2026     |
| ---------------------- | ------------------- | ----------------------- |
| Ordförande             | M                   | Mats Öhgren             |
| Förste vice ordförande | C                   | Marie-Louise Söderström |
| Andre vice ordförande  | S                   | Kerstin Rosenkvist      |

#### Mandatfördelning 1970–2022
| 2 | 23 | 7 | 6 | 3 |

| 34 | 7 |

| 2 | 21 | 10 | 4 | 4 |

| 34 | 7 |

| 2 | 20 | 9 | 5 | 5 |

| 32 | 9 |

| 2 | 21 | 7 | 4 |  | 6 |

| 28 | 13 |

| 2 | 22 |  | 6 | 2 |  | 7 |

| 27 | 14 |

| 2 | 20 | 2 | 5 | 4 |  | 7 |

| 28 | 13 |

| 3 | 18 | 3 | 6 | 4 |  | 6 |

| 28 | 13 |

| 2 | 19 | 2 | 5 | 3 | 2 | 8 |

| 29 | 12 |

| 3 | 21 | 4 | 4 | 2 |  | 6 |

| 23 | 18 |

| 5 | 18 | 4 | 3 | 2 | 3 | 6 |

| 22 | 19 |

| 3 | 16 | 3 | 4 | 3 | 5 | 2 | 5 |

| 25 | 16 |

| 3 | 18 |  | 3 | 3 | 4 | 2 | 7 |

| 25 | 16 |

| 3 | 16 | 2 |  | 2 | 2 | 4 | 2 | 9 |

| 21 | 20 |

| 2 | 16 | 2 |  | 4 | 2 | 3 | 2 | 9 |

| 25 | 16 |

| 2 | 14 |  |  | 6 | 2 | 3 | 2 | 10 |

| 27 | 14 |

| 2 | 12 |  | 6 | 2 |  |  | 6 |

| 17 | 14 |

### Nämnder

#### Kommunstyrelse
Kommunstyrelsen i Arboga kommun består av 13 ordinarie ledamöter. Till stöd för sitt arbete har de ett utskott: kommunstyrelsens arbetsutskott. Kommunstyrelsens ordförande är kommunens enda kommunalråd. Dess andre vice ordförande är kommunens oppositionsråd.
| Presidium 2022–2026    | Presidium 2022–2026 | Presidium 2022–2026 |
| ---------------------- | ------------------- | ------------------- |
| Ordförande             | M                   | Jonna Lindman       |
| Förste vice ordförande | M                   | Håkan Tomasson      |
| Andre vice ordförande  | S                   | Andreas Silversten  |

#### Lista över kommunstyrelsens ordförande
- Nils Brodin, Socialdemokraterna, 1 januari 1971–1979[23]
- Per-Olov Nilsson, Socialdemokraterna, 1980–2005[24]
- Olle Ytterberg, Socialdemokraterna, 2005–2014[25]
- Agneta Bode, Socialdemokraterna, –2016[26][27]
- Anders Röhfors, Moderaterna, 2016–30 november 2020[28]
- Jonna Lindman, Moderaterna, 1 december 2020–[29]

Denna lista hämtas från Wikidata. Informationen kan ändras där.

#### Lista över oppositionsråd
År 2011 valde kommunen att införa oppositionsråd i fullmäktige då frågan hade diskuterats i många år.
| Namn | Namn               | Från | Till | Politisk tillhörighet |
| ---- | ------------------ | ---- | ---- | --------------------- |
|      | Mats Öhgren        | 2011 | 2014 | Moderaterna           |
|      | Anders Röhfors     | 2014 | 2016 | Moderaterna           |
|      | Pia Adamsson       | 2016 | 2016 | Socialdemokraterna    |
|      | Andreas Silversten | 2016 |      | Socialdemokraterna    |

#### Övriga nämnder
| Nämnd                        | Ordförande | Ordförande          | Vice ordförande | Vice ordförande     | Andre vice ordförande | Andre vice ordförande |
| ---------------------------- | ---------- | ------------------- | --------------- | ------------------- | --------------------- | --------------------- |
| Barn- och utbildningsnämnden | L          | Richard Fallqvist   | SD              | Ronja Lundh         | S                     | Bo Molander           |
| Fritids- och kulturnämnden   | SD         | Martin Nyqvist      | L               | Marianne Samuelsson | S                     | Peter Weiderud        |
| Socialnämnden                | KD         | Rahaf Ramdo         | M               | Christina Johansson | S                     | Martina Fransson      |
| Valnämnden                   | M          | Christina Johansson | KD              | Kjell Wendin        | S                     | Kjell Persson         |

## Ekonomi och infrastruktur

### Näringsliv
Metall- och verkstadsindustrierna dominerar kommunens näringsliv, vilket är typiskt för kommunerna i inre Mälardalen. Senare har dessa industrier kompletterats med en kraftigt växande IT-bransch som består av  små och medelstora företag, vilka till stor del är konsultföretag till kommunens största företag, Saabkoncernen.

### Infrastruktur

#### Transporter
Genom kommunen Europavägarna 18 och 20 från väster till öster samt Länsväg 249. Genom kommunen går även Mälarbanan (Stockholm–Västerås–Örebro–Hallsberg).
Det militära flygfältet Arboga flygplats tillhör idag Saab och är ett skyddsobjekt, med tillträdes- och fotoförbud.

## Befolkning

### Demografi

#### Befolkningsutveckling
Kommunen har 13 980 invånare (31 december 2024), vilket placerar den på 166:e plats avseende folkmängd bland Sveriges kommuner.
| Befolkningsutvecklingen i Arboga kommun 1970–2020 | Befolkningsutvecklingen i Arboga kommun 1970–2020 | Befolkningsutvecklingen i Arboga kommun 1970–2020 | Befolkningsutvecklingen i Arboga kommun 1970–2020 | Befolkningsutvecklingen i Arboga kommun 1970–2020 |
| ------------------------------------------------- | ------------------------------------------------- | ------------------------------------------------- | ------------------------------------------------- | ------------------------------------------------- |
|                                                   |                                                   |                                                   |                                                   |                                                   |
| År                                                |                                                   |                                                   | Folkmängd                                         |                                                   |
| 1970                                              | 1970                                              |                                                   | 14 830                                            |                                                   |
| 1975                                              | 1975                                              |                                                   | 14 717                                            |                                                   |
| 1980                                              | 1980                                              |                                                   | 14 944                                            |                                                   |
| 1985                                              | 1985                                              |                                                   | 14 441                                            |                                                   |
| 1990                                              | 1990                                              |                                                   | 14 622                                            |                                                   |
| 1995                                              | 1995                                              |                                                   | 14 554                                            |                                                   |
| 2000                                              | 2000                                              |                                                   | 13 870                                            |                                                   |
| 2005                                              | 2005                                              |                                                   | 13 380                                            |                                                   |
| 2010                                              | 2010                                              |                                                   | 13 285                                            |                                                   |
| 2015                                              | 2015                                              |                                                   | 13 858                                            |                                                   |
| 2020                                              | 2020                                              |                                                   | 14 039                                            |                                                   |

#### Utländsk bakgrund
Den 31 december 2013 utgjorde antalet invånare med utländsk bakgrund (utrikes födda personer samt inrikes födda med två utrikes födda föräldrar) 1 924, eller 14,26 % av befolkningen (hela befolkningen: 13 493 den 31 december 2013).

## Kultur

### Kulturarv

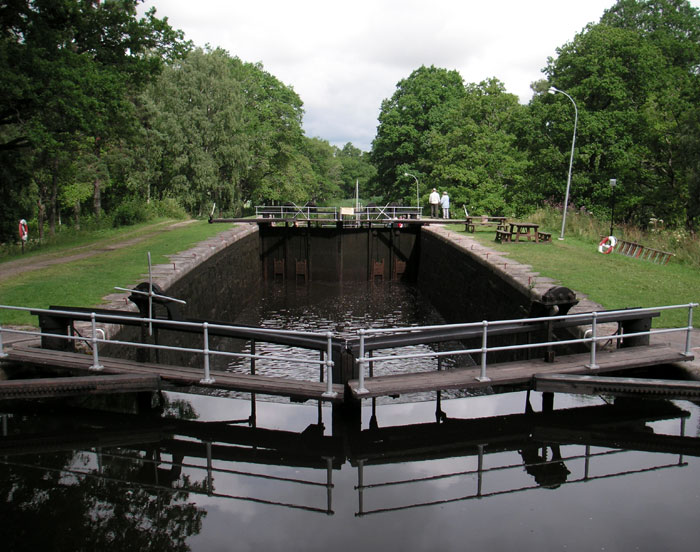
Hjälmare kanal, juli 2005.

I Lunger, väster om Arboga finns ett gravfält från järnåldern. I området finns totalt 17 fornlämningar, däribland Kung Sigges sten. Runstenen är från omkring år 1000 och intill finns en så kallad falsk runsten från 1928. Ett annat kulturarv är Halvarsborg, en fornborg från omkring 400-550-talet e. Kr. Genom kommunen går också Hjälmare kanal, som byggdes på 1600-talet. Kanalen är Sveriges äldsta farbara kanal med nio handvevade slussar.

### Kommunvapen
Blasonering: I fält av silver en svart örn med näbb, tunga och fötter röda samt vardera vingknogen belagd med en sexuddig stjärna av guld.
Vapnet fastställdes av Kungl Maj:t så sent som 1969 som stadsvapen och registrerades för den nya kommunen år 1974 i PRV enligt de nya reglerna. Bilden går dock ytterst tillbaka på ett medeltida sigill, som innehöll en örn belagd med tre kulor, två stjärnor och ett "A". Tillbehör föll bort med tiden och endast örnen blev kvar. För att särskilja vapnet från andra med örnar lades de två stjärnorna på örnens vingknogar inför fastställelsen.

Arboga stad (äldre vapen utan stjärnor)